# Olga Rjabinkina
Olga Sergejevna Rjabinkina (rusko Ольга Серге́евна Рябинкина), ruska atletinja, * 24. september 1976, Brjansk, Sovjetska zveza.
Nastopila je na poletnih olimpijskih igrah v letih 2000 in 2004, leta 2000 je dosegla deseto mesto v suvanju krogle. Na svetovnih prvenstvih je dosegla uspeh kariere z osvojitvijo naslova prvakinje leta 2005, na svetovnih dvoranskih prvenstvih je osvojila bronasto medaljo, na evropskih dvoranskih prvenstvih pa dve bronasti medalji. 